# Trimma tevegae
Trimma tevegae és una espècie de peix de la família dels gòbids i de l'ordre dels perciformes.

## Morfologia
- Els mascles poden assolir 4,5 cm de longitud total.[2][3]

## Alimentació
Menja copèpodes.

## Hàbitat
És un peix marí de clima tropical i associat als esculls de corall fins als 10-40 m de fondària.

## Distribució geogràfica
Es troba des de les Illes Ryukyu fins a Nova Bretanya (Papua Nova Guinea), Austràlia Occidental i Tonga.